# Édouard Taeymans
Édouard Taeymans (Bélgica, 20 de abril de 1893) fue un gimnasta artístico belga, medallista de bronce olímpico en 1920 en el concurso por equipos "sistema sueco".

## Carrera deportiva
En las Olimpiadas celebradas en Amberes (Bélgica) en 1920 consigue el bronce en el concurso por equipos "sistema sueco", tras los suecos (oro) y los daneses (plata), siendo sus compañeros de equipo los gimnastas: Léon Bronckaert, Léopold Clabots, Jean-Baptiste Claessens, Léon Darrien, Lucien Dehoux, Ernest Deleu, Émile Duboisson, Ernest Dureuil, Joseph Fiems, Marcel Hansen, Louis Henin, Omer Hoffman, Paul Arets, Charles Maerschalck, René Paenhuijsen, Arnold Pierrot, René Pinchart, Gaspard Pirotte, Augustien Pluys, Léopold Son, Félix Logiest, Pierre Thiriar y Henri Verhavert.